# Trolleyprobleem

Het trolleyprobleem in een plaatje: de tram staat op het punt rechtdoor te gaan en een stel mensen te doden. De wissel omzetten doet een ander omkomen. Wat moet degene bij de wissel doen?

Het trolleyprobleem is een gedachte-experiment en ethisch dilemma in de ethiek dat voor het eerst werd beschreven door Philippa Foot in 1967, maar is ook sterk behandeld in het werk van Judith Jarvis Thomson, Peter Unger en Frances Kamm.
Hoewel er talloze varianten geformuleerd zijn van het trolleyprobleem, komt het algemeen op het volgende neer: persoon A kan een handeling verrichten die vele mensen kan helpen, maar door dit te doen wordt persoon B onterecht geschaad. De vraag is dan: onder welke omstandigheden is het moreel juist voor persoon A om de rechten van persoon B te schaden in functie van het welzijn van de groep?

## Oorspronkelijke formulering
De oorspronkelijke formulering van Philippa Foot van het trolleyprobleem gaat als volgt:

Stel dat een rechter geconfronteerd wordt met een menigte die eist dat er een schuldige wordt aangewezen voor een bepaalde misdaad en dreigt dat ze anders op een bloedige wijze wraak zal nemen op een bepaalde groep in de samenleving. Omdat de echte dader niet bekend is, kan de rechter dus enkel dit bloedvergieten voorkomen door een onschuldig persoon erin te luizen en hem te executeren. Naast dit voorbeeld is er ook een ander waarin een piloot, wiens vliegtuig op punt staat neer te storten, zich moet verplaatsen van een dichtbevolkt gebied naar een dunbevolkt gebied. Om een parallel te maken die er heel dicht bij aansluit kan men indenken dat hij de chauffeur van een op hol geslagen tram is, die hij enkel kan afbuigen naar een nabij gelegen spoor; vijf mensen werken op het ene spoor en een man op het ander; elk persoon waarmee de tram in contact komt, is onherroepelijk dood. In het geval van de rellen heeft de menigte vijf gegijzelden, zodat ook hier de uitwisseling bestaat tussen het leven van een mens tegenover dat van vijf.

Binnen een utilitaristisch standpunt is de juiste keuze het opofferen van dit ene leven. Het is binnen dit perspectief niet enkel toelaatbaar, maar ook moreel gesproken de betere keuze (tegenover niets doen). Een alternatief standpunt is dat, omdat het morele kwaad al is geschied, de keuze om van spoor te veranderen ervoor zorgt dat men deelneemt aan dit morele kwaad. Hierdoor is men ten dele verantwoordelijk voor de dood van deze persoon, terwijl dit anders niemands schuld was. Een andere argumentatiestrategie is te wijzen op de onverzoenbaarheid van de waarde van menselijke levens: men kan simpelweg levens niet met elkaar vergelijken. Anderzijds kan men ook stellen dat simpelweg aanwezig zijn in deze situatie de persoon in kwestie met de morele plicht opzadelt om in te grijpen. Niet kiezen voor het spoor waarop de enkeling rondloopt, wordt dan gezien als een immorele daad.

## Aangrenzende problemen
Het oorspronkelijke trolleyprobleem heeft een hele reeks gelijkaardige gedachte-experimenten doen ontstaan die elk een ander aspect van dit moreel dilemma belichten. Hier volgen er een paar.

### De dikke man
De variant over de dikke man werd geformuleerd door Judith Jarvis Thomson (trolley = tram):

Zoals eerder, stormt er een tram richting vijf mensen. Jijzelf staat hier op een brug waaronder de tram zal passeren en jij kan hem stoppen door iets zwaars op het spoor te laten vallen. Toevalligerwijze staat er een heel dikke man naast je – de enige manier om de tram te stoppen is dan ook om deze man van de brug te duwen op het spoor waardoor hij sterft, maar er vijf levens gered zijn. Moet je dit doen?

Weerstand tegen deze variant lijkt veel groter te zijn dan in het oorspronkelijke geval; sommigen zijn geneigd om zelfs het ingrijpen hier af te zweren, terwijl ze het in het oorspronkelijke geval wel zouden doen. Dit heeft ertoe geleid om een morele distinctie te zoeken tussen deze twee gevallen.
Een verschil is dat men in het eerste geval niemand wil schaden - de schade is hier slechts een neveneffect van de hendel over te halen en de vijf mensen te redden. In het tweede geval daarentegen maakt het pijnigen van de dikke man integraal deel uit van het plan om de vijf mensen te redden. Het draait dus om de mate waarin men zelf betrokken is bij het morele kwaad. Thomson zelf betoogt dat het verschil ligt in het feit dat men in het eerste geval slechts schade verhindert, terwijl men bij de dikke man expliciet iemand kwaad berokkent die anders geen risico liep.

### Het extra spoor
De bewering dat het fout is om iemands dood te gebruiken om vijf mensen te redden, komt echter in de problemen bij het volgende geval:

Zoals eerder, stormt er een tram richting vijf mensen. Net als in het eerste geval, kan jij de tram afleiden naar een apart spoor. Op dit spoor staat één enkele (dikke) persoon. Na die persoon herenigt het spoor echter weer met het spoor waarop de vijf personen staan, en mocht die ene (dikke) persoon daar niet staan die de tram zal stoppen, dan zou men door het overhalen van de hendel de vijf personen niet redden. Moet je de hendel overhalen?

Het enige verschil tussen dit geval en het oorspronkelijke geval is dat er een extra stuk spoor is toegevoegd, dat op zich toch een triviale toevoeging lijkt (zeker doordat de tram dit spoor normaal niet inslaat). Dus, als men oorspronkelijk besliste dat men de hendel moest overhalen, dan lijkt het intuïtief toch zo dat men in dit geval niet anders mag handelen. In dit geval is echter de dood van deze persoon een deel van het plan om deze vijf te redden.

### Transplantatie
Een alternatief geval, maar dan zonder tram, is ook geformuleerd door Judith Jarvis Thomson:

Een briljante transplantatiechirurg heeft vijf patiënten en elk heeft een ander orgaan nodig en zal sterven als hij het niet krijgt. Helaas zijn er geen organen beschikbaar om deze vijf transplantaties te verrichten. Een gezonde jonge wandelaar die toevallig in de stad van de arts verblijft, komt langs voor een routine-onderzoek. Tijdens dit onderzoek ontdekt de arts dat zijn organen compatibel zijn met al zijn vijf stervende patiënten. Stel verder dat als de jonge man verdwijnt, niemand het zou ontdekken. Moet de arts de ene persoon doden om vijf anderen te redden?